# الیور توئیست (مجموعه تلویزیونی ۱۹۸۵)
الیور توئیست (به انگلیسی: Oliver Twist) یک مجموعه تلویزیونی به کارگردانی الکساندر بارون محصول سال ٢٠٠٧ در بریتانیا است.
این مجموعه تلویزیونی بر پایه رمان الیور توئیست اثر چارلز دیکنز ساخته شده و در ٢٢ دسامبر ۲۰٠٧ از شبکه بی بی سی وان پخش شد.